# Blues (Jimi Hendrix)
:Blues è una raccolta postuma di Jimi Hendrix, pubblicata il 26 aprile 1994 dalla MCA Records.

## Il disco
Il disco consiste in undici brani in stile blues registrati da Hendrix tra il 1966 e il 1970. Sei delle undici canzoni presenti sul disco, erano inedite all'epoca dell'uscita dell'album. Il contenuto del disco include sette composizioni originali di Hendrix e quattro cover di famose canzoni blues come Born Under a Bad Sign e Mannish Boy. La maggior parte del materiale contenuto sull'album, consiste di brani scartati in studio, e non originariamente destinati per la pubblicazione.
Compilato dalla MCA e pubblicato nel 1994, :Blues venne accolto da recensioni favorevoli ed ebbe un buon successo di vendite, vendendo più di 500 000 copie nei primi due anni sul mercato. Il 6 febbraio 2001, :Blues è stato certificato disco di platino dalla RIAA. Nel 1998 l'album è stato ristampato dalla Experience Hendrix Records, dopo l'acquisizione dei diritti di pubblicazione del materiale di Hendrix da parte della sua famiglia.
Il disco è uno dei pochi album postumi prodotti da Alan Douglas (che aveva gestito il materiale di Jimi Hendrix in precedenza) ancora disponibili in commercio e autorizzati dagli eredi del chitarrista.

### Descrizione dei brani
La canzone d'apertura Hear My Train A-Comin (conosciuta anche come Getting My Heart Back Together Again) è una composizione originale di Hendrix che egli suonava spesso in concerto, particolarmente tra il 1969 e il 1970. Il brano deriva da un nastro di Hendrix che suonava in solitudine una chitarra acustica a 12 corde, modificata per essere suonata da un mancino. La performance in studio venne filmata e inclusa nel film See My Music Talking, e in seguito inclusa in un documentario su Hendrix del 1973 e sul disco della colonna sonora dello stesso. L'ultimo brano di :Blues è invece una versione live di Hear My Train A-Comin', registrata il 30 maggio 1970 al Berkeley Community Theater, e che era stata già pubblicata in precedenza sull'album Rainbow Bridge nel 1971.
Born Under a Bad Sign è una jam strumentale sul brano di Albert King suonata dalla Band of Gypsys. Red House è il missaggio mono preso dalla versione europea di Are You Experienced, ma senza la coda strumentale. L'esecuzione di Catfish Blues è tratta dallo show televisivo tedesco Hoepla. Hendrix innesta sulla canzone le prime due strofe di Rollin' Stone di Muddy Waters e l'ultima strofa di Still a Fool (sempre di Muddy Waters).
Voodoo Chile Blues è un'altra creatura di Alan Douglas, registrata durante le sessioni che produssero la versione definitiva finita su Electric Ladyland, Voodoo Chile. Questa traccia è costituita da due differenti spezzoni della canzone uniti insieme per sembrare un brano unico. Mannish Boy è un misto tra Mannish Boy di Muddy Waters e I'm a Man di Bo Diddley, ed è anch'essa stata messa insieme unendo vari brandelli di differenti versioni. Once I Had a Woman è una versione leggermente più lunga della lenta canzone blues di Hendrix. Bleeding Heart è una cover di Elmore James, suonata dalla Band of Gypsys. Jelly 292 è la take 2 della canzone Jam 292 apparsa sull'LP postumo Loose Ends del 1974. Essenzialmente si tratta di una Jam session basata su Dooji Wooji di Duke Ellington. Electric Church Red House è un'altra improvvisazione registrata ai TTG studios nel 1968 comprendente un'introduzione del gruppo da parte di Hendrix.

## Tracce
1. Hear My Train A Comin' (Acoustic) (Jimi Hendrix) - 3:05
2. Born Under a Bad Sign (Booker T. Jones, William Bell) - 7:37
3. Red House (Jimi Hendrix) - 3:41
4. Catfish Blues (Traditional, arr. Hendrix) - 7:46
5. Voodoo Chile Blues (Jimi Hendrix) - 8:47
6. Mannish Boy (Muddy Waters, Mel London, Ellas McDaniel) - 5:21
7. Once I Had a Woman (Jimi Hendrix) - 7:49
8. Bleeding Heart (Traditional, arr. Hendrix) - 3:26
9. Jelly 292 (Jimi Hendrix) - 6:25
10. Electric Church Red House (Jimi Hendrix) - 6:12
11. Hear My Train A Comin' (Electric) (Jimi Hendrix) - 12:08

## Crediti
- Jimi Hendrix: chitarre, voce
- Billy Cox: basso in Born Under a Bad Sign, Mannish Boy, Once I Had a Woman, Bleeding Heart, Jelly 292 e Hear My Train a Comin' (Electric)
- Noel Redding: basso in Red House, Catfish Blues e Electric Church Red House
- Buddy Miles: batteria in Born Under a Bad Sign, Mannish Boy, Once I Had a Woman, Bleeding Heart e Electric Church Red House
- Mitch Mitchell: batteria in Red House, Catfish Blues, Voodoo Chile Blues, Jelly 292, Electric Church Red House e Hear My Train a Comin' (Electric)
- Jack Casady: basso in Voodoo Chile Blues
- Steve Winwood: organo in Voodoo Chile Blues
- Sharon Layne: organo in Jelly 292
- Lee Michaels: organo in Electric Church Red House
- Alan Douglas: produzione
- Bruce Gary: produzione
- Mark Linett: tecnico del suono
- Joe Gastwirt: masterizzazione
- Rob O'Connor: copertina, Graphic design
- Richard Bull: artwork, design